# Vulkaner i Aserbajdsjan
Dette er en liste over aktive og uddøde vulkaner i Aserbajdsjan.
| Navn         | Højde | Højde | Område                            | Seneste udbrud |
| Navn         | Meter | Fod   | Koordinater                       | Seneste udbrud |
| Böyük İşıqlı | 3552  | 11653 | 39°35′N 46°10′Ø / 39.58°N 46.17°Ø | Ukjend         |
| Axarbaxar    | 2800  | 9186  | 40°01′N 45°47′Ø / 40.02°N 45.78°Ø | 778 f.Kr       |
| Qarqar       | 3000  | 8353  | 39°44′N 46°01′Ø / 39.73°N 46.02°Ø | 3000 f.Kr      |